# Pyrausta flavibrunnea
Pyrausta flavibrunnea là một loài bướm đêm trong họ Crambidae.